# Arctodiaptomus saltillinus
Arctodiaptomus saltillinus är en kräftdjursart som först beskrevs av Brewer 1898.  Arctodiaptomus saltillinus ingår i släktet Arctodiaptomus och familjen Diaptomidae. Inga underarter finns listade i Catalogue of Life.